# Mikhael Gromov
Mikhael Gromov (født 23. december 1943) i den russiske by Boksitogorsk tæt ved Leningrad (i dag Sankt Petersborg) er en fransk-russisk matematiker.

## Uddannelse
Mikhael Gromov modtog hele sin universitetsuddannelse ved universitetet i Skt. Petersborg. Han erhvervede også doktorgraden ved dette universitet i 1969, og med en udbygget disputats i 1973. Allerede i disputatsen i 1969 opnåede han nogle af sine første banebrydende resultater i geometri, topologi og analyse.

## Ansættelser
Efter et år hvor han arbejdede som lastbilschauffør og simulerede ikke at beskæftige sig med matematik, fik Gromov i 1974 lov til at emigrere fra det daværende Sovjetunionen. I 1992 fik han fransk statsborgerskab.
Siden 1982 er Mikhael Gromov permanent professor ved det ansete franske forskningsinstitut "Institut des Hautes Études Scientifiques de Bures-sur-Yvette" tæt ved Paris. Han er parallelt hermed også ansat som Jay Gould professor i matematik ved New York University.

## Æresbevisninger
Han har modtaget mange æresbevisninger for sit arbejde, med Abelprisen i 2009 som et markant højdepunkt. 